# NGC 6664
NGC 6664 este o galaxie situată în constelația Scutul. A fost descoperită în 16 iunie 1784 de către William Herschel.